# Hall da Fama dos Astronautas dos Estados Unidos

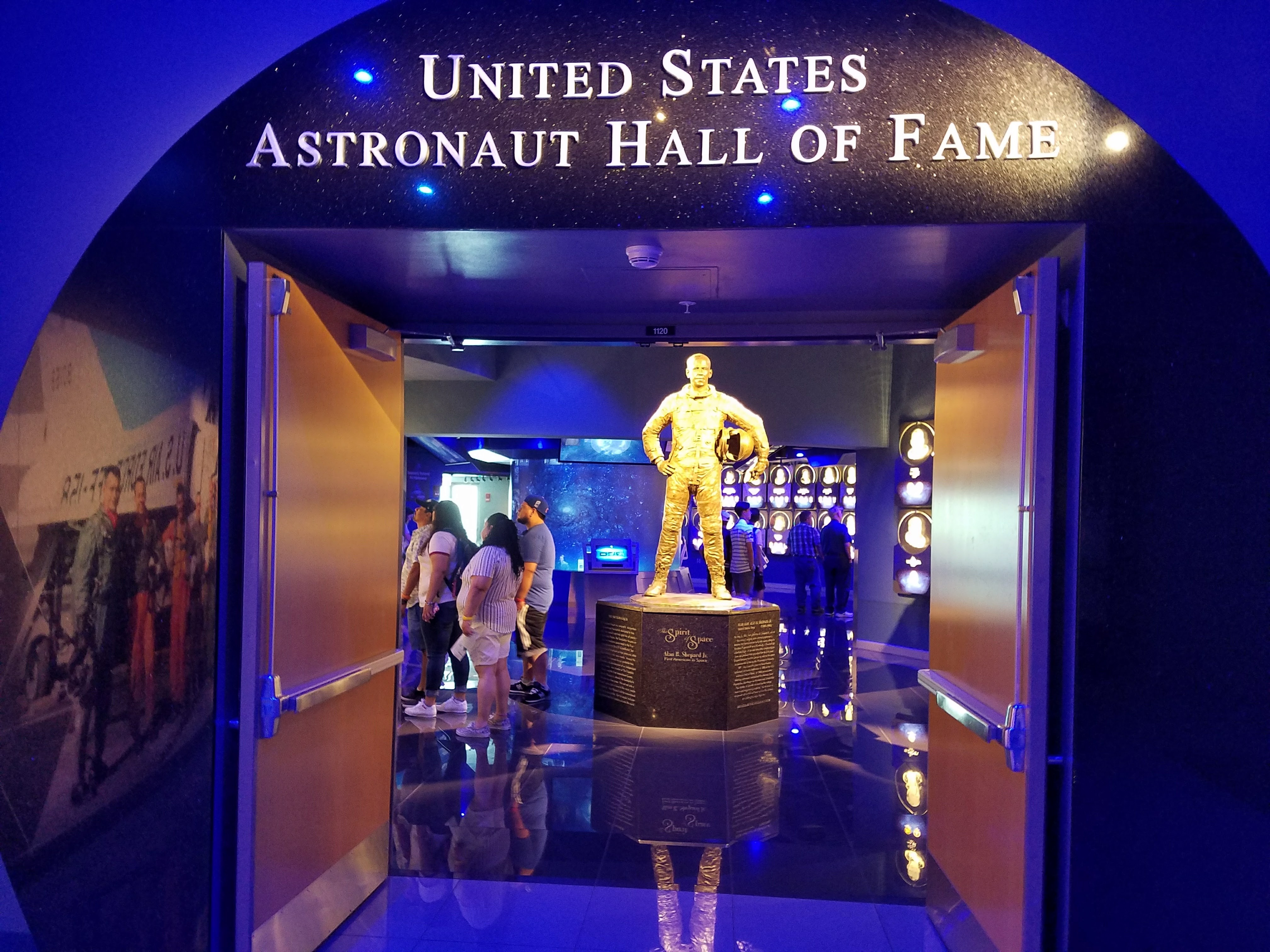
Estátua de Alan Shepard, primeiro estadunidense a ir ao espaço e quinta pessoa a caminhar na lua. Está localizada na entrada do Hall

O Hall da Fama dos Astronautas dos Estados Unidos (em inglês, United States Astronaut Hall of Fame), localizado no edifício "Heroes & Legends" do Kennedy Space Center Visitor Complex, em Merritt Island, Flórida, homenageia os astronautas estadunidenses e apresenta a maior coleção do mundo de suas recordações pessoais, com foco naqueles que foram ali introduzidos. As exposições incluem a cápsula espacial Sigma 7, comandada e batizada por Wally Schirra, da quinta missão tripulada do Projeto Mercury, e a espaçonave Gemini IX, pilotada por Gene Cernan e Thomas P. Stafford em 1966.

## História

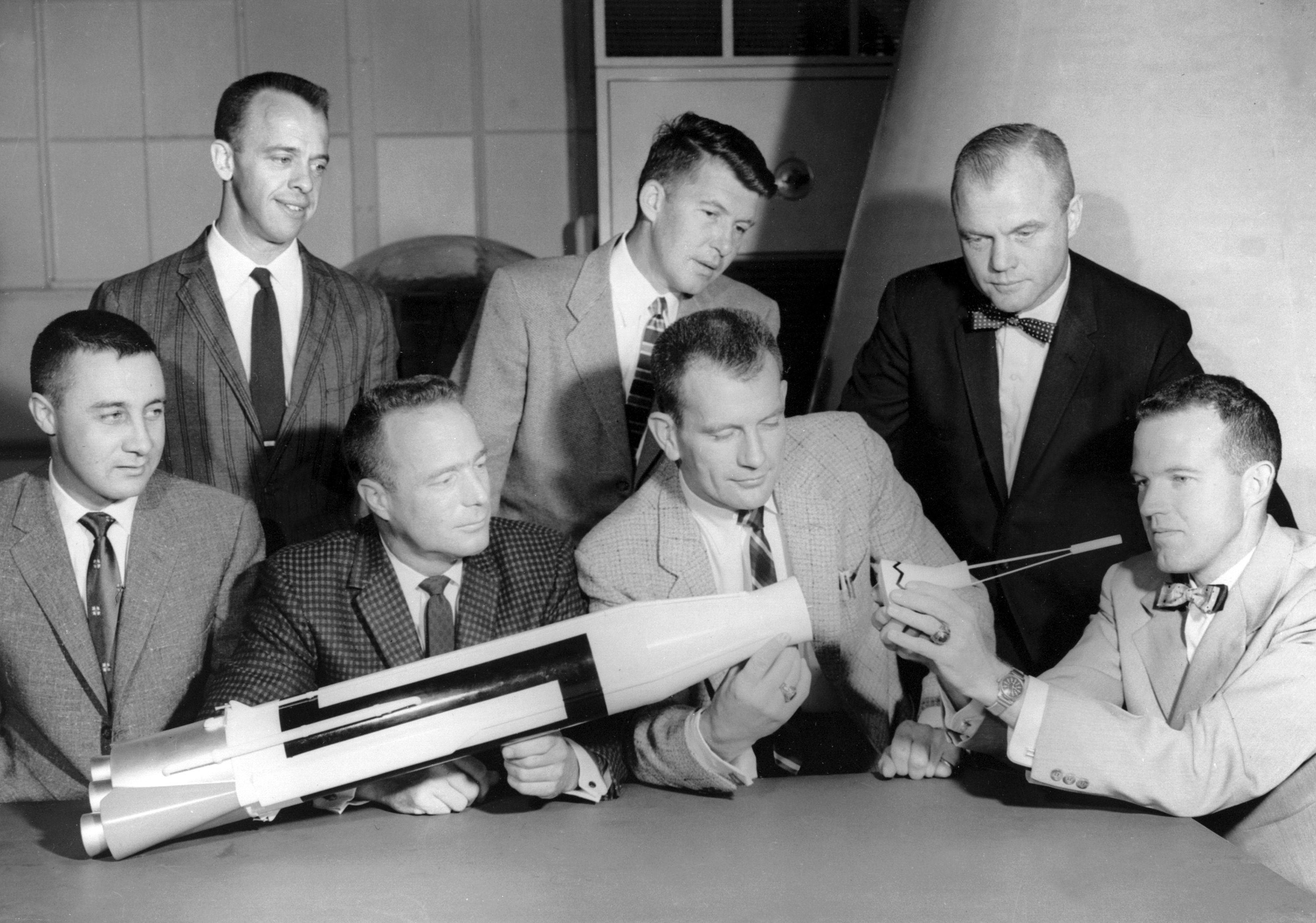
Astronautas do Projeto Mercury em 1962, introduzidos em 1990

Na década de 1980, os seis astronautas sobreviventes do Mercury Seven conceberam estabelecer um lugar onde os viajantes espaciais dos Estados Unidos pudessem ser lembrados e homenageados, nos moldes dos halls da fama de outras áreas. A Mercury Seven Foundation e a Astronaut Scholarship Foundation foram criadas, possuindo um papel nas operações contínuas do Hall. O primeiro diretor executivo da fundação foi o ex-repórter espacial da Associated Press Howard Benedict.

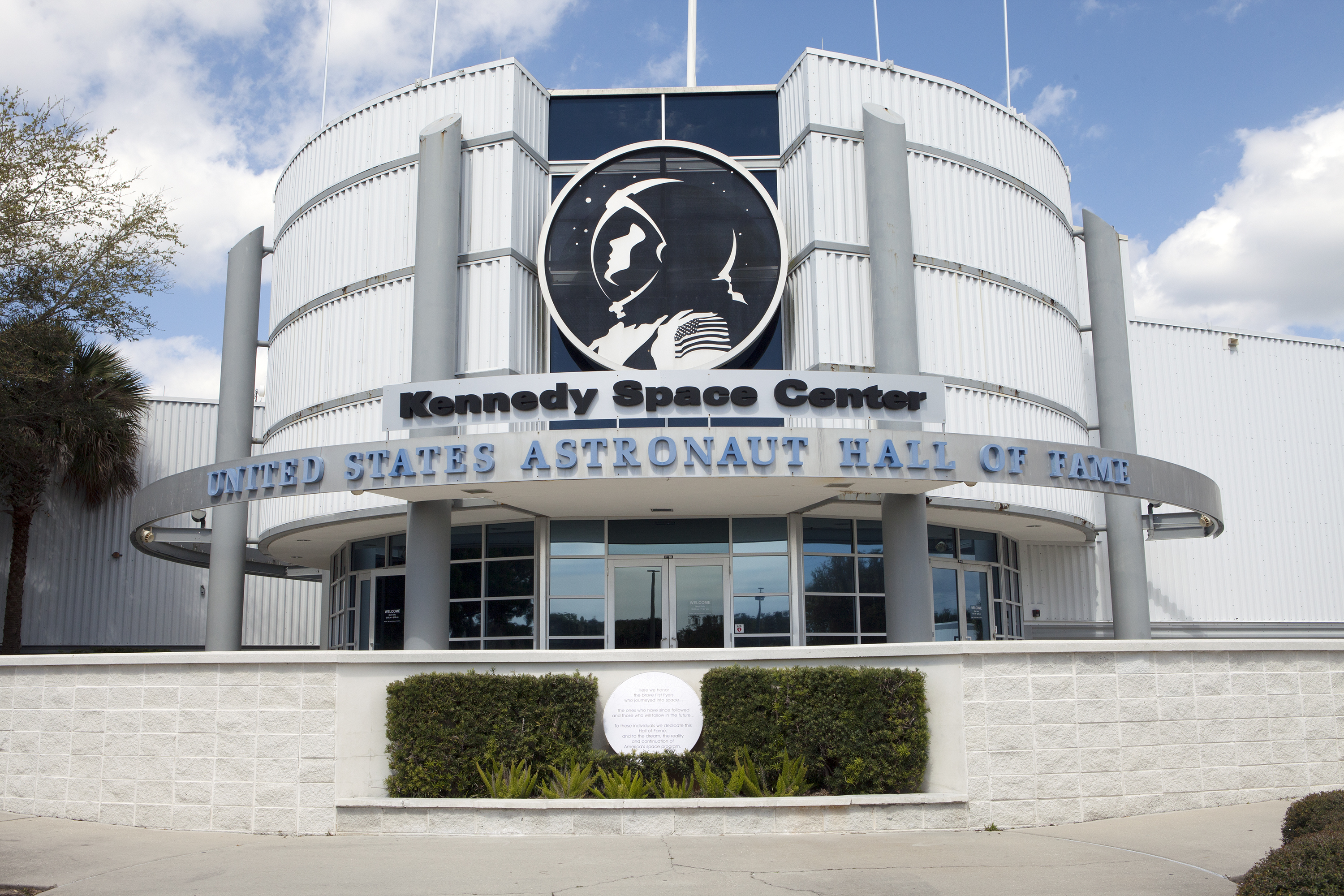
Entrada para a sede original do Astronaut Hall of Fame

O Astronaut Hall of Fame foi inaugurado em 29 de Outubro de 1990, pela US Space Camp Foundation, que foi a primeira proprietária da instalação. Ele estava localizado próximo à filial da Space Camp em Titusville, Flórida.

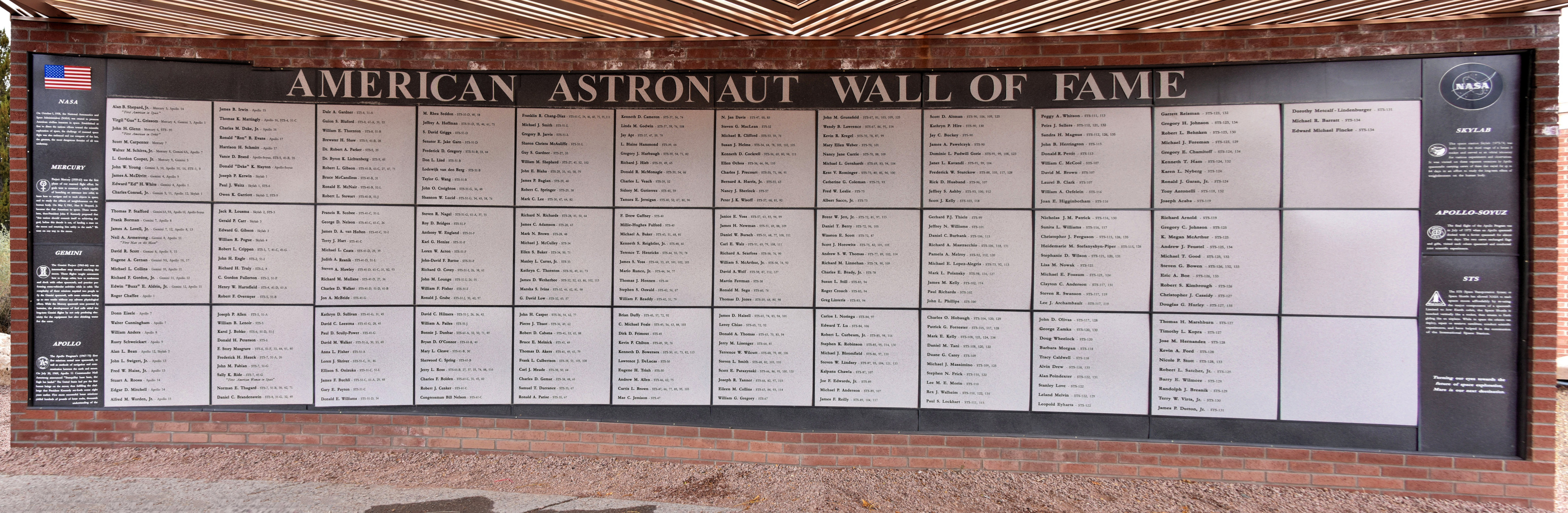
A Parede da Fama do Astronauta Americano, na Cratera do Meteoro, próximo a Winslow, Arizona

O Hall da Fama foi fechado por vários meses em 2002, quando credores da US Space Camp Foundation executaram a hipoteca da propriedade devido ao baixo comparecimento do público e ao aumento da dívida da organização. Em setembro daquele ano, um leilão foi realizado e a propriedade foi comprada pela Delaware North Park Services em nome da NASA, com a propriedade sendo adicionada ao Complexo de Visitantes do Centro Espacial Kennedy. A reinauguração se deu em 14 de dezembro daquele ano.
O Hall da Fama foi fechado ao público em 2 de novembro de 2015, em preparação para sua transferência para o Centro Espacial Kennedy, em Merritt Island, 6 milhas (9,7 km) a leste. Fora do edifício original havia uma réplica em escala real de um orbitador de ônibus espacial, chamado Inspiration. Inicialmente, serviu apenas como uma exibição estática ao ar livre, em grande escala, na qual os visitantes não podiam entrar. Depois que o Hall da Fama foi transferido para o KSC, o Inspiration foi adquirido pela LVX System e armazenado no Shuttle Landing Facility, também dentro do complexo espacial; em 2016, o ônibus foi carregado em uma barcaça para ser reformado antes de iniciar um passeio educativo.
O edifício foi comprado em leilão pela Delaware North, operadora do complexo de visitantes, sendo renomeado como ATX Center, e por um tempo abrigou diversos programas educacionais. Desde então, esses programas foram transferidos para o Complexo de Visitantes KSC. Em 2019, foi anunciado que a estrutura estava sendo disponibilizada para ser alugada. Em julho de 2020, a Lockheed Martin anunciou que alugaria o prédio para servir como apoio aos trabalhos na cápsula da Orion, nave espacial desenvolvida pela NASA para exploração humana do espaço profundo.

## Introduzidos
Os indicados para o Hall da Fama são selecionados por um comitê formado por ex-funcionários da NASA e controladores de vôo, historiadores, jornalistas e outras autoridades espaciais (incluindo ex-astronautas), com base em suas realizações no espaço ou em suas contribuições para o avanço da exploração espacial. As induções têm sido realizadas todos os anos desde 2001, com uma única exceção em 2002.

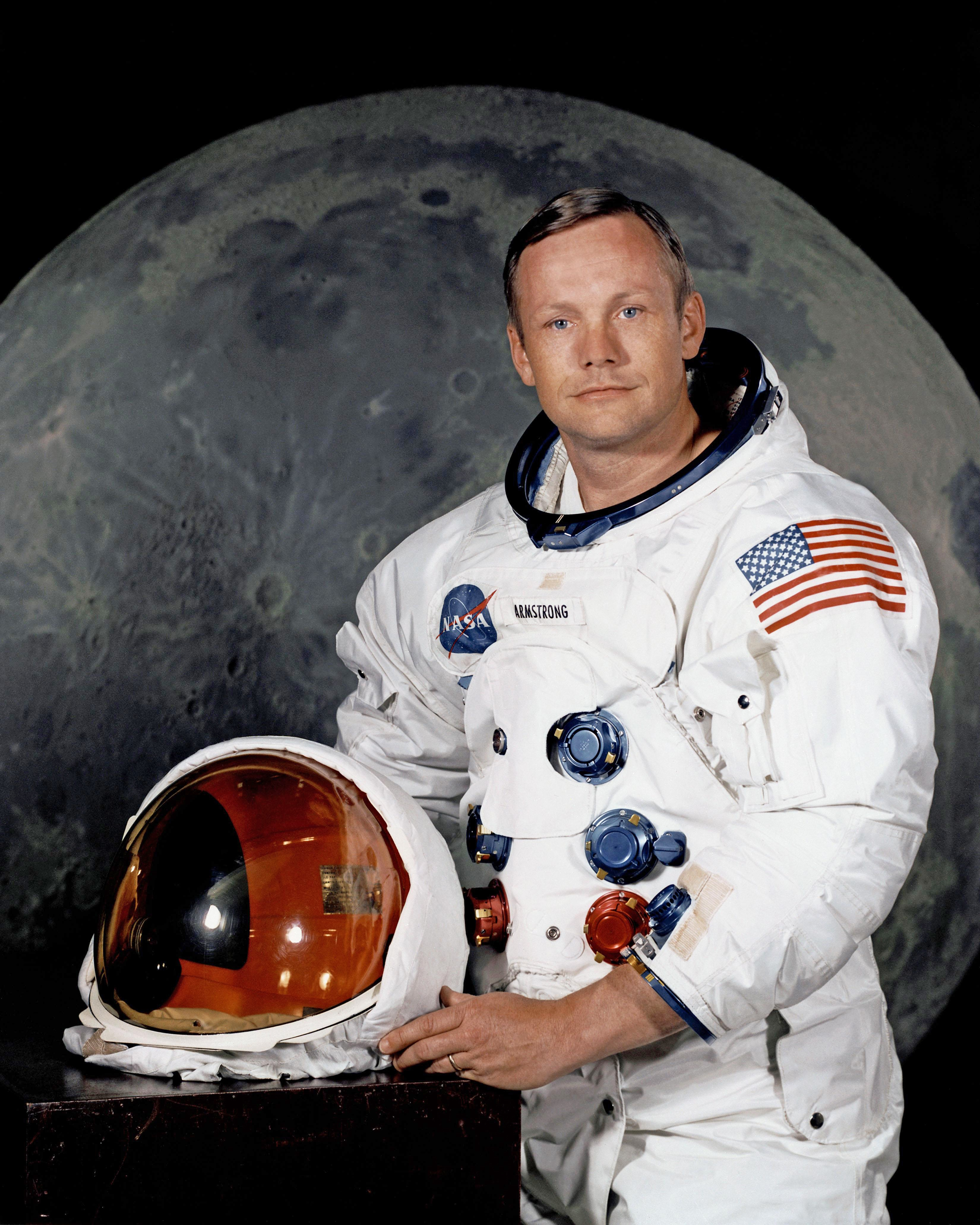
Neil Armstrong, primeiro ser humano a pisar na Lua, introduzido em 1993

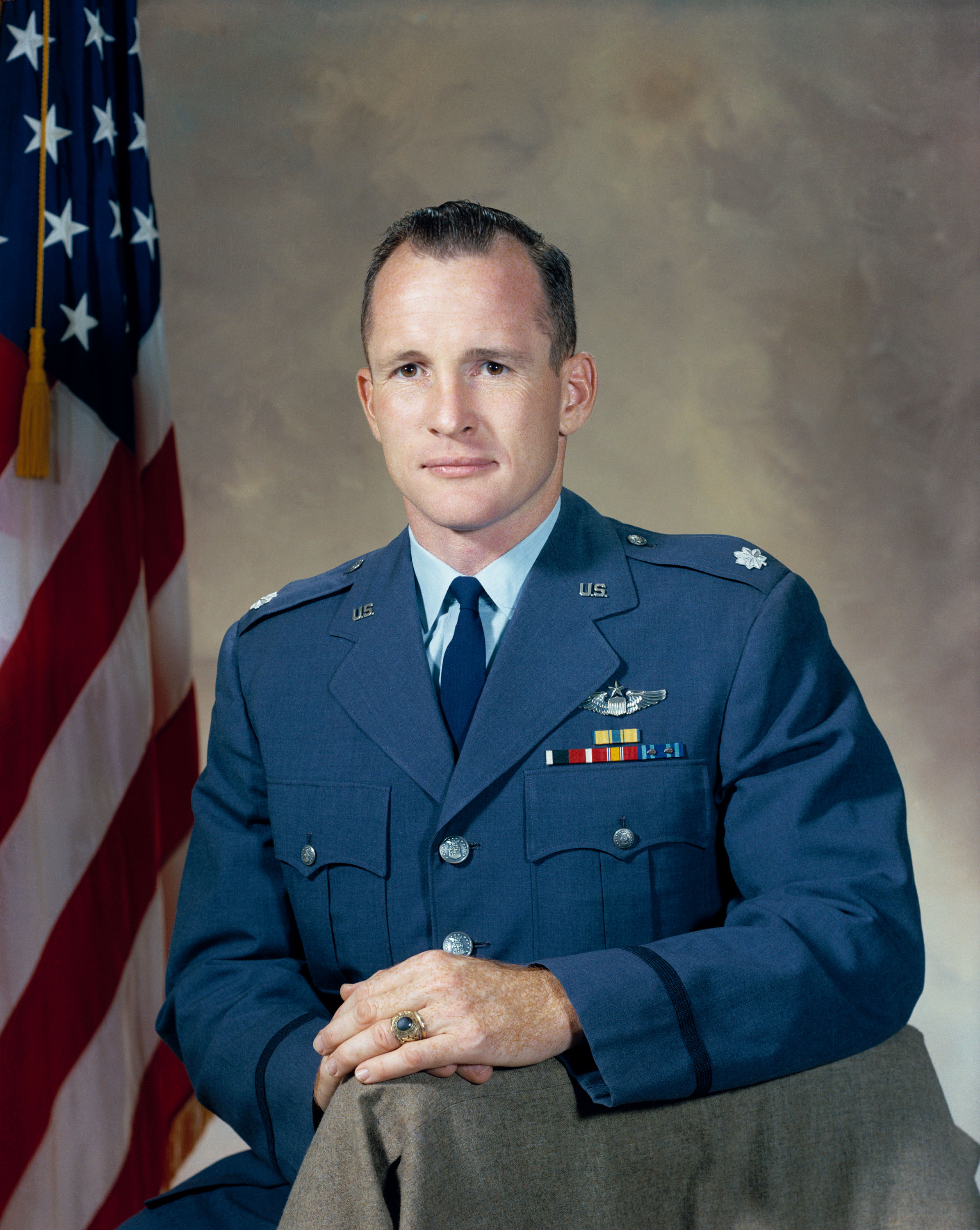
Astronauta Ed White, primeiro norte-americano a realizar uma atividade extraveicular, introduzido em 1993

Em sua turma inaugural, em 1990, o Hall apresentou o grupo original de astronautas dos Estados Unidos: o Mercury Seven. Além de serem os primeiros viajantes espaciais estadunidenses, eles estabeleceram várias inovações nos voos, tanto auspiciosos quanto trágicos. Alan Shepard foi o primeiro homem de seu país no espaço e, mais tarde, tornou-se uma das doze pessoas a caminhar na Lua. John Glenn foi o primeiro estadunidense a orbitar a Terra e, já após sua introdução ocorrida em 1998, tornou-se ainda o homem mais velho a voar ao espaço, aos 77 anos. Gus Grissom foi o primeiro americano a voar duas vezes no espaço e foi o comandante da malfadada missão Apollo 1, que resultou nas primeiras mortes de astronautas diretamente relacionadas à preparação para um voo espacial.

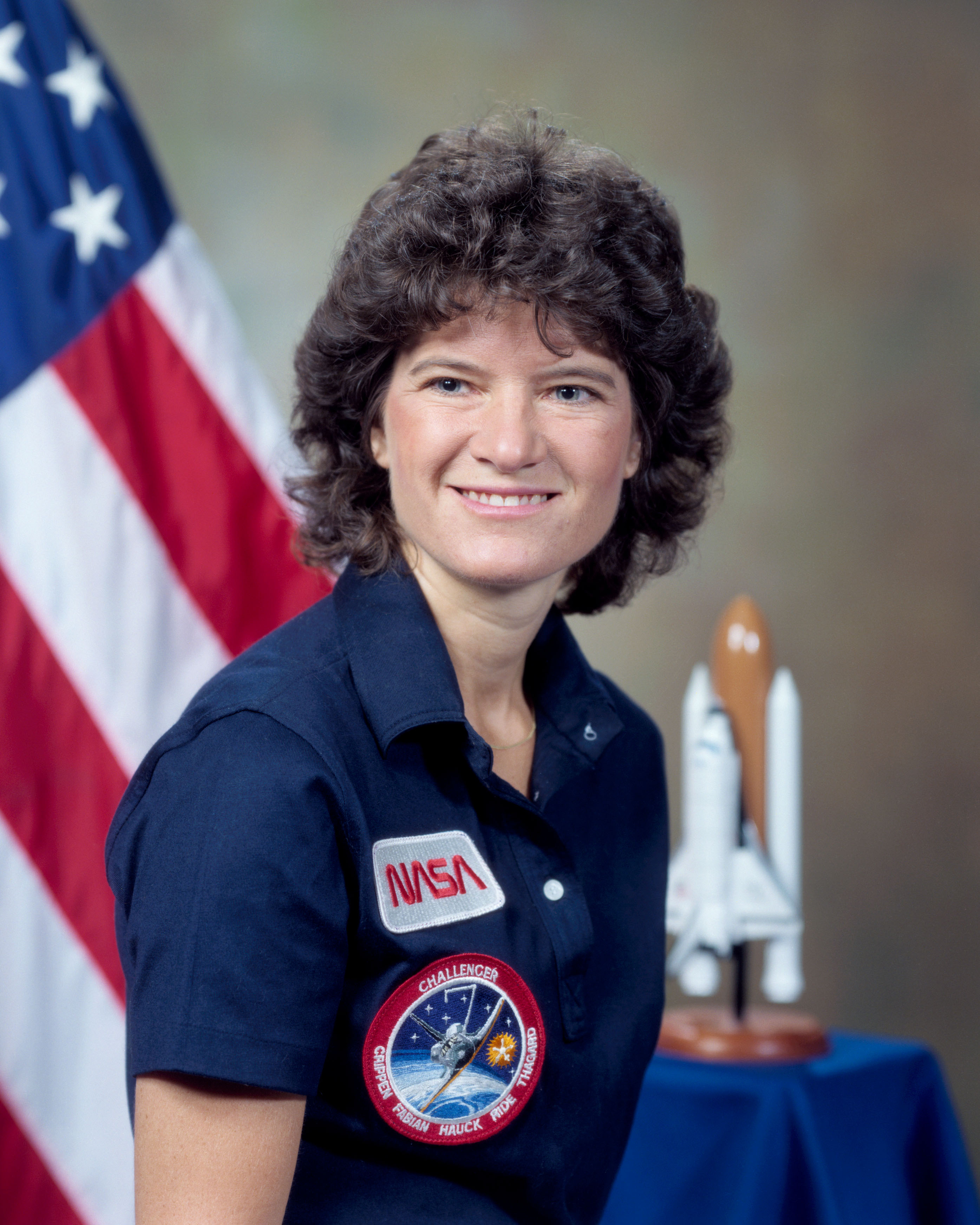
Sally Ride, primeira mulher norte-americana a ir ao espaço, introduzida em 2003

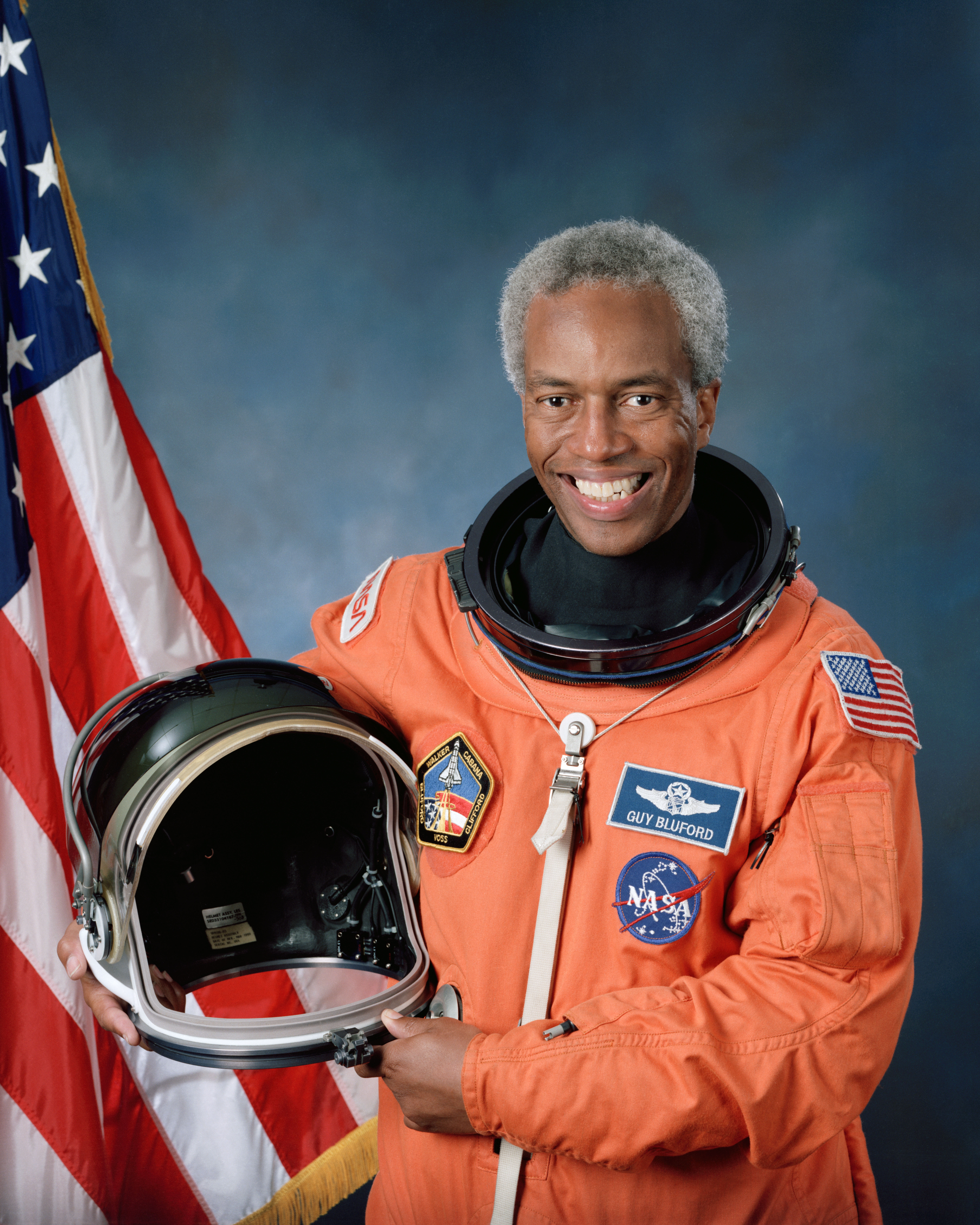
Guy Bluford, primeiro astronauta afro-americano a ir ao espaço, introduzido em 2010

Treze astronautas dos programas Gemini e Apollo foram introduzidos na segunda turma, em 1993. Esta turma incluiu o primeiros e o último ser humano a caminhar na Lua, respectivamente Neil Armstrong e Eugene Cernan; Ed White, o primeiro estadunidense a caminhar no espaço (também morto no acidente da Apollo 1); Jim Lovell, comandante da famosa e quase trágica missão Apollo 13; e John Young, cujos seis voos incluíram uma caminhada lunar e o comando da primeira missão do ônibus espacial.
A terceira classe foi introduzida em 1997, consistindo de 24 astronautas adicionais da Apollo, Skylab e da missão conjunta Apollo–Soyuz (ASTP, na sigla em inglês). Membros notáveis da classe foram Roger Chaffee, terceiro astronauta morto no incêndio da Apollo 1 e o único astronauta introduzido ao Hall que não voou; Harrison Schmitt, penúltima pessoa e o primeiro cientista a caminhar na Lua; e Jack Swigert e Fred Haise, os tripulantes da Apollo 13 não empossados anteriormente.
A filosofia em relação aos três primeiros grupos de homenageados era que todos os astronautas que voassem nos programas "pioneiros" da NASA (que incluiriam Mercury, Gemini, Apollo, Apollo Applications Program (Skylab) e Apollo-Soyuz Test Project (ASTP)) seriam incluídos em virtude de sua participação em um voo espacial nesses primeiros programas. O primeiro grupo (a turma inaugural de 1990) incluiria apenas os astronautas originais do Mercury (a maioria dos quais voaria em programas posteriores). O segundo grupo de homenageados incluiria os que iniciaram suas carreiras em voos espaciais durante o Gemini (todos voariam em programas posteriores). O terceiro grupo de homenageados incluiria os astronautas que iniciaram suas carreiras em voos espaciais durante Apollo, Skylab e ASTP (alguns dos quais voariam no programa do Ônibus Espacial). Uma vez que não seria prático (ou significativo) empossar todos os astronautas que já voaram no espaço, todos os empossados subsequentes (programa do ônibus espacial e além) são considerados com base em suas realizações e contribuições para o esforço do voo espacial humano que os diferenciaria de seus pares.
Mais de quatro dúzias de astronautas do programa do Ônibus Espacial foram  introduzidos desde 2001. Entre eles estão Sally Ride, a primeira mulher dos Estados Unidos no espaço; Story Musgrave, que voou em seis missões nas décadas de 1980 e 90; e Francis Scobee, comandante da trágica missão final Challenger.
A turma de 2010 consistia em Guion Bluford, Kenneth Bowersox, Frank Culbertson e Kathryn Thornton. Os homenageados de 2011 foram Karol Bobko e Susan Helms, em 2012 Franklin Chang-Diaz, Kevin Chilton e Charles Precourt,e em 2013 Bonnie Dunbar, Curtis Brown e Eileen Collins.. Já o ano de 2014 viu a introdução de Shannon Lucid e Jerry Ross.
Os empossados em 2015 foram John Grunsfeld, Steven Lindsey, Kent Rominger e Rhea Seddon. Em 2016, os introduzidos incluíram Brian Duffy e Scott E. Parazynski. Ellen Ochoa e Michael Foale foram anunciados como a turma de 2017 do Hall da Fama. Scott Altman e Thomas Jones os seguiram em 2018, enquanto a turma de 2019 rendeu homenagens a James Buchli e Janet Kavandi.
Michael López-Alegría, Scott Kelly e Pamela Melroy foram introduzidos em 2020. No entanto, devido à pandemia de COVID-19, a cerimônia de indução ocorreu apenas em Novembro de 2021. Os homenageados de 2022 foram Christopher Ferguson, David Leestma e Sandra Magnus. Roy D. Bridges Jr. e Mark Kelly foram os escolhidos na turma de 2023. Em 2024, os introduzidos foram David Hilmers e Marsha Ivins.

## Exposições

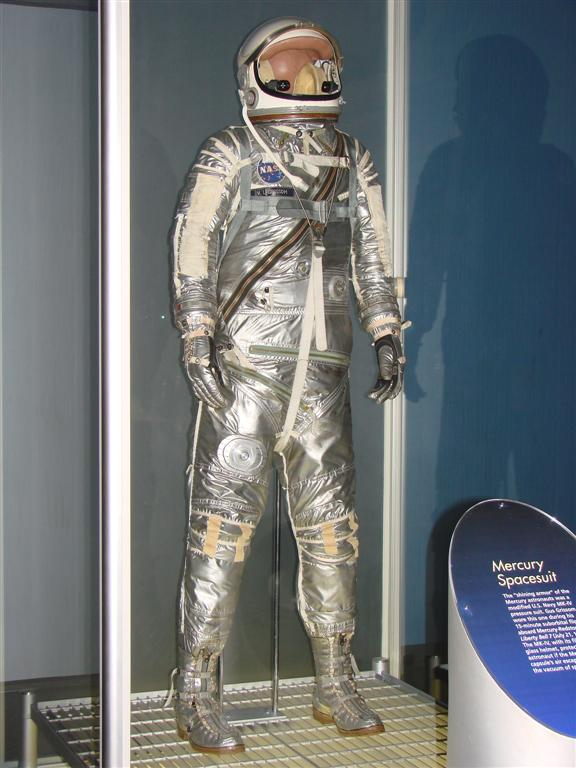
Traje espacial Mercury de Gus Grissom

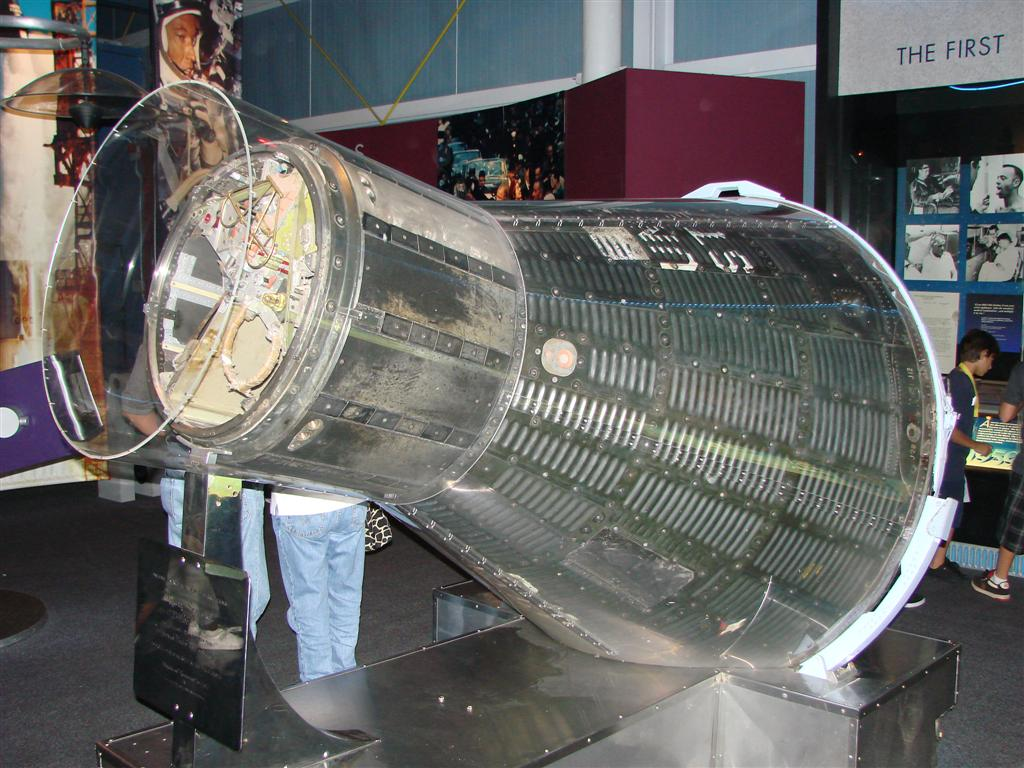
Nave espacial Sigma 7, pilotada por Wally Schirra em 1962, dentro do projeto Mercury

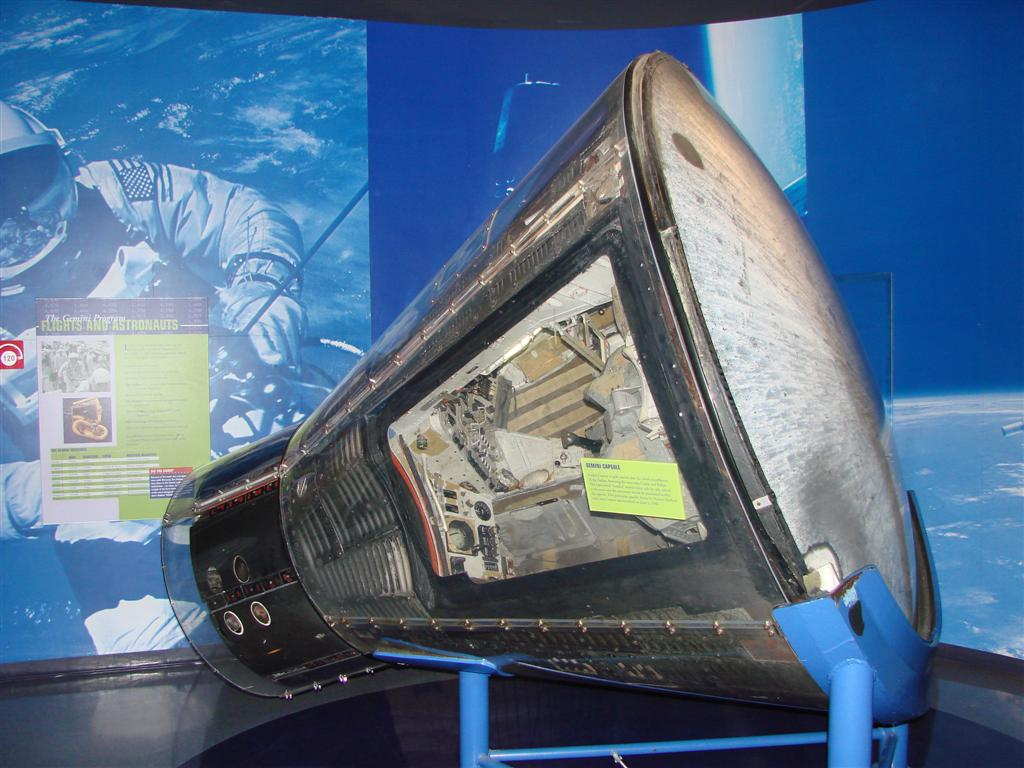
Cápsula Gemini 9A, pilotada por Thomas P. Stafford e Eugene Cernan em 1966

O Salão dos Heróis é composto por homenagens aos introduzidos. Entre as exibições do Hall da Fama está a Sigma 7, a espaçonave Mercury pilotada por Wally Schirra que orbitou a Terra seis vezes em 1962, e a cápsula Gemini 9A pilotada por Gene Cernan e Thomas P. Stafford em 1966. Já a sala Astronaut Adventure inclui simuladores para uso das crianças.
O traje espacial usado por Gus Grissom durante seu voo Liberty Bell 7, em 1961, está em exibição e tem sido objeto de uma disputa entre a NASA e os herdeiros de Grissom desde 2002. Este traje, junto com outros artefatos do astronauta, foram emprestados aos proprietários originais do Hall da Fama pela família Grissom quando foi inaugurado. Depois que o Hall faliu e foi assumido por uma empresa parceira da NASA em 2002, a família solicitou que todos os seus itens fossem devolvidos. Todas as peças foram devolvidas, exceto o traje espacial, porque tanto a NASA quanto os Grissoms reivindicam sua propriedade. A Agência Espacial afirma que Grissom pegou a peça emprestada para uma apresentação na escola de seu filho e nunca mais o devolveu, enquanto os Grissoms afirmam que Gus o teria resgatado de um monte de sucata.

## Galeria

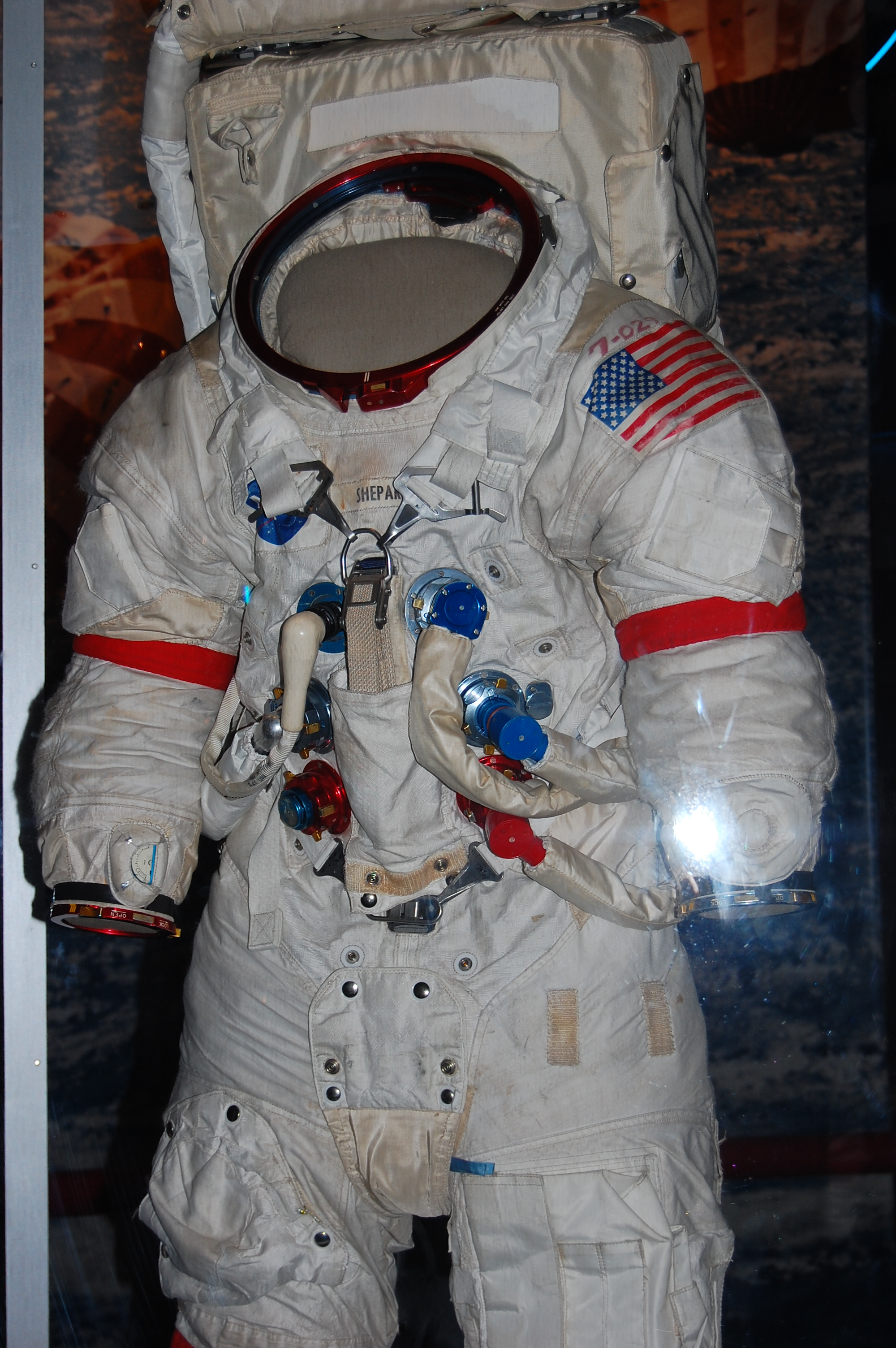
Traje espacial lunar utilizado por Alan Shepard na missão Apollo 14
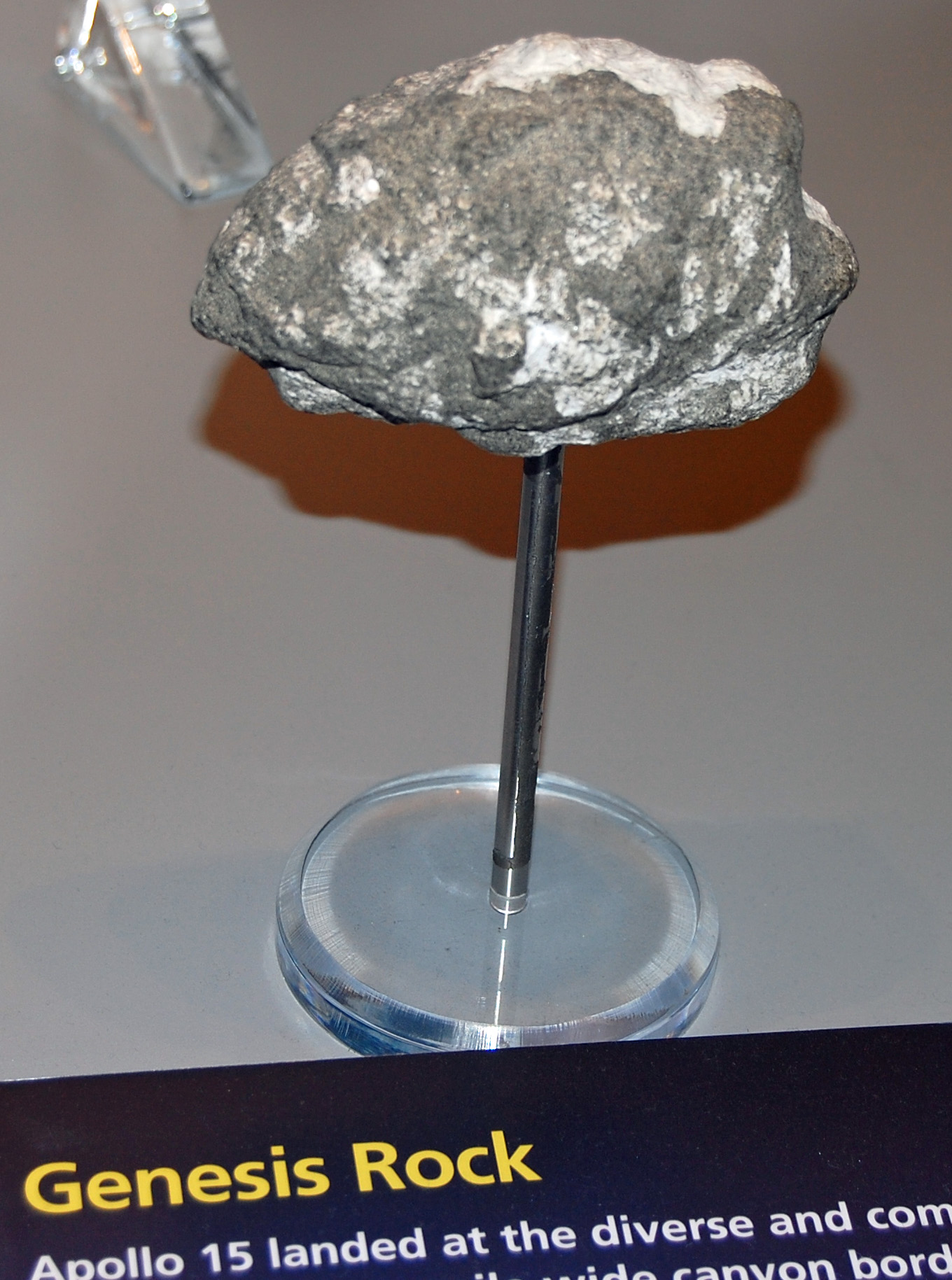
Réplica da Pedra do Gênesis, amostra de rocha lunar encontrada na cratera Spur em 1971, durante a missão Apollo 15
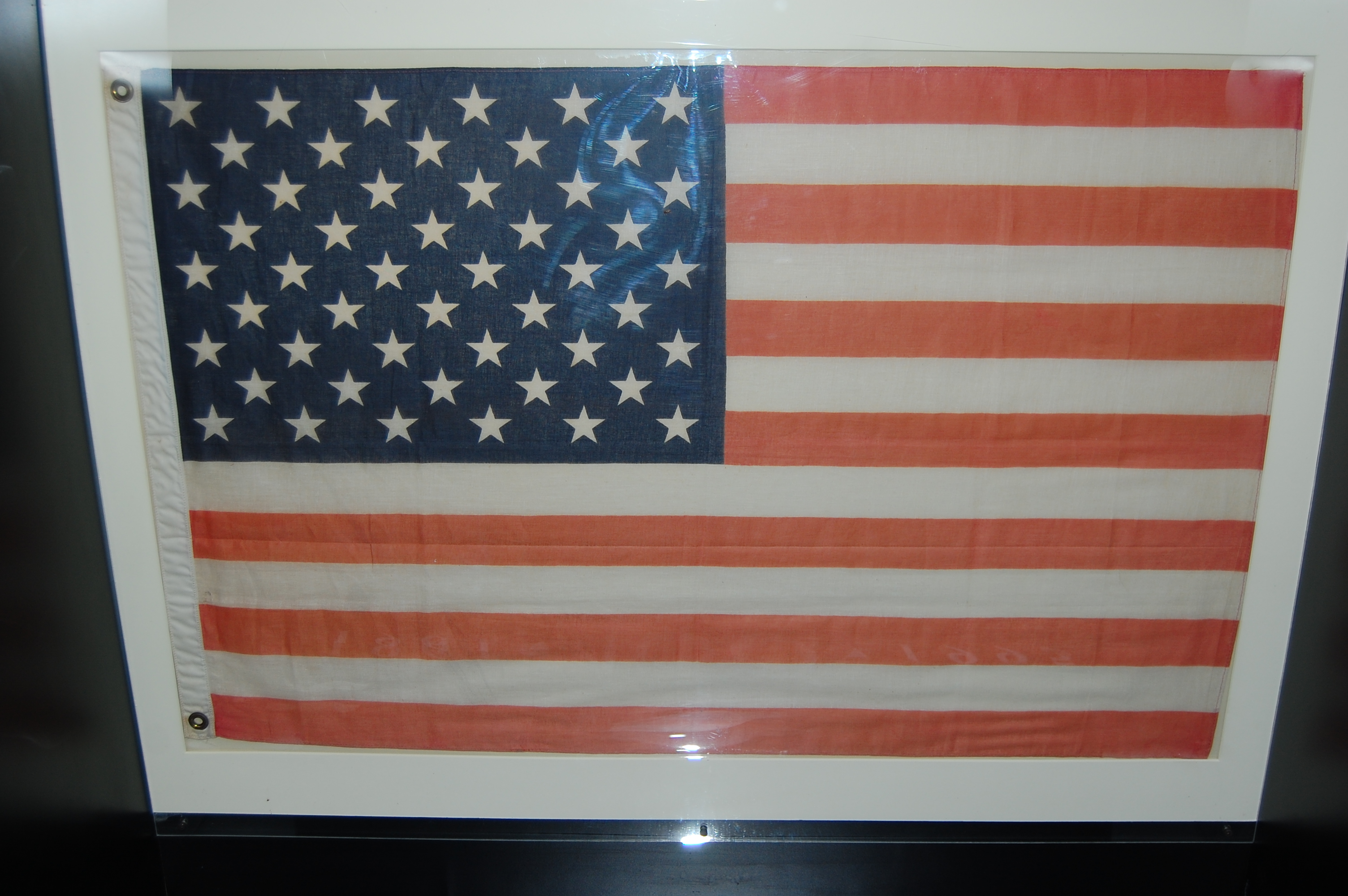
Bandeira hasteada no primeiro voo espacial tripulado dos EUA, o Freedom 7, em 1961, bem como no 100º (STS-71, em 1995)
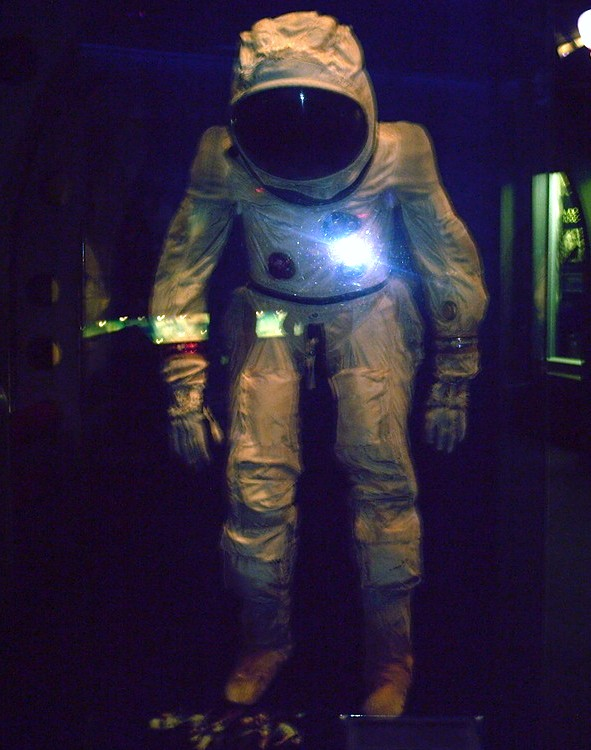
Traje espacial da missão Gemini 7
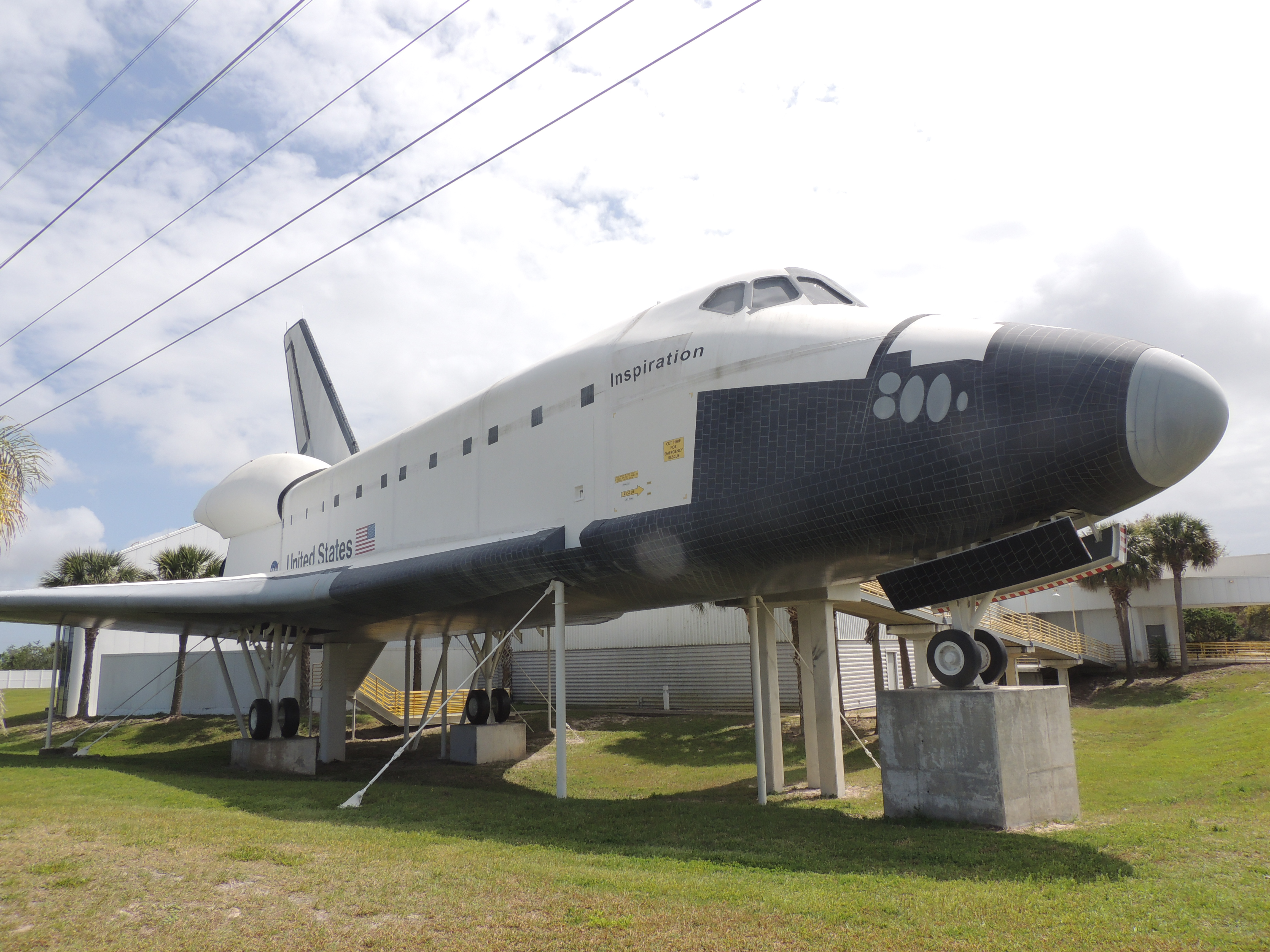
Réplica em escala real de um orbitador de ônibus espacial que ficava ao lado do Hall da Fama

## Ligações Externas
- U.S. Astronaut Hall of Fame at the Kennedy Space Center '(em inglês)
- '(em inglês)
- cerimônia de introdução, novembro de 2021 '(em inglês)
- Astronaut Scholarship Foundation '(em inglês)
- Revisão das exposições em RoadsideAmerica.com '(em inglês)
- Worldspaceflight.com Lista de introduzidos e datas de introdução '(em inglês)